# Постольное (Сумский район)
Постольное (укр. Постольне) — село,
Постольненский сельский совет,
Сумский район,
Сумская область,
Украина.
Код КОАТУУ — 5924786701. Население по переписи 2001 года составляло 428 человек.
Является административным центром Постольненского сельского совета, в который, кроме того, входят сёла
Бурчак,
Лекарское и
Степаненково.

## Географическое положение
Село Постольное находится на автомобильной дороге Р-44
на расстоянии в 1 км от сёл Бурчак и Скляровка.
По селу протекает пересыхающий ручей с запрудой.

## Происхождение названия
Первые поселенцы создавали постоялые дворы на пути с Сум до Белополья, отсюда и происходит название села.

## История
- Село Постольное основано в начале XVIII века.
- На околице села Постольное обнаружены курганы и курганные могильники.

## Экономика
- Молочно-товарная ферма.
- «Научно-исследовательское хозяйство Сумского государственного аграрного университета», ГП.
- «Возрождение», КСП.

## Объекты социальной сферы
- Дом культуры.